# 박선임
박선임(1992년 1월 24일 ~ )은 대한민국의 배우이자 모델이다.
일본인으로 재일교포 4세 출신이다. 일본 이름은 이와타 아야카(岩田綾香, 일본어: いわた あやか).

## 학력
- 중앙대학교 연극영화학과

## 출연작

### 드라마
| 연도 | 방송사   | 제목               | 역할       | 비고   |
| ---- | -------- | ------------------ | ---------- | ------ |
| 2016 | KBS2     | 공항 가는 길       | 김주현     |        |
| 2016 | tvN      | 굿 와이프          | 하나       |        |
| 2017 | tvN      | 시카고 타자기      | 한나 킴    |        |
| 2017 | JTBC     | 맨투맨             | 왕메이     |        |
| 2017 | SBS      | 브라보 마이 라이프 | 정혜미     |        |
| 2018 | SBS      | 사의 찬미          | 정점효     |        |
| 2019 | SBS      | 빅이슈             | 서영미     |        |
| 2019 | MBC      | 아이템             | 영상분석관 |        |
| 2022 | 넷플릭스 | 수리남             | 시현       |        |
| 2023 | JTBC     | 힘쎈여자 강남순    | 여지현     | 16부작 |

### 영화
- 《전야》 (2021년) - 세영 역

## 수상
- 2013년 제22회 SBS 슈퍼모델 선발대회 TOP 5
- 2013년 제22회 SBS 슈퍼모델 선발대회 토니모리상